# Benny Luke
Benny Luke (Oakland, 4 marzo 1939 – Parigi, 13 gennaio 2013) è stato un ballerino e attore statunitense.

## Biografia
È conosciuto soprattutto per aver interpretato il ruolo del cameriere Jacob nella trilogia del Vizietto (1978, 1980, 1985), con Ugo Tognazzi e Michel Serrault protagonisti. In precedenza aveva recitato nella pièce La Cage aux folles di Jean Poiret, opera teatrale da cui sono stati tratti i film. 
Ha avuto un personaggio nel film Spermula.
Come ballerino, la sua carriera si è svolta principalmente nei cabaret parigini.
È morto il 13 gennaio 2013 ed è stato cremato al cimitero di Père-Lachaise il 17 gennaio.

## Filmografia

### Cinema
- Le feu sacré, regia di Vladimir Forgency (1971)
- Spermula, regia di Charles Matton (1976)
- Il vizietto (La Cage aux Folles), regia di Édouard Molinaro (1978)
- Il vizietto II (La Cage aux Folles II), regia di Édouard Molinaro (1980)
- Matrimonio con vizietto (Il vizietto III) (La Cage aux Folles III: 'Elles' se marient ), regia di Georges Lautner (1985)

### Televisione
- Susi - serie TV, episodio 1x03 (1980)
- Twilight Theater, regia di Perry Rosemond - film TV (1982)